# Yao Xing
Yao Xing (姚興) (366. – 416.), kurtoazno ime Zilue (子略), formalno Car Wenhuan od (Kasnijeg) Qina ((後)秦文桓帝), bio je car kineske/Qiang države Kasniji Qin.  Bio je sin cara i osnivača države Yao Changa (car Wucheng); tijekom najvećeg dijela vladavine je umjesto cara rabio titulu nebeskog princa (Tian Wang).  U doba vladavine je uništio suparničku državu Raniji Qin te proširio hegemoniju na skoro cijelu zapadnu Kinu. Osvojio skoro sav teritorij države Zapadni Qin te natjerao države Južni Liang, Sjeverni Liang, Zapadni Liáng i Qiao Zongov Zapadni Shu (西蜀) da ga priznaju za nominalnog sizerena. Međutim, krajem vladavine je pretrpio niz vojnih poraza pogotovo od pobunjenog generala Helian Boboa (osnivača države Xia). To i sukobi između sinova i nećaka su oslabili Kasniji Qin, koji je propao nedugo nakon njegove smrti. Yao Xing je, međutim, bio poznat kao gorljivi budist, te je upravo pod njim budizam prvi put dobio službenu državnu podršku. Znameniti redovnik Kumarajiva je na njegov zahtjev posjetio prijestolnicuChang'an godine 401.